# Vladimir Sollogub

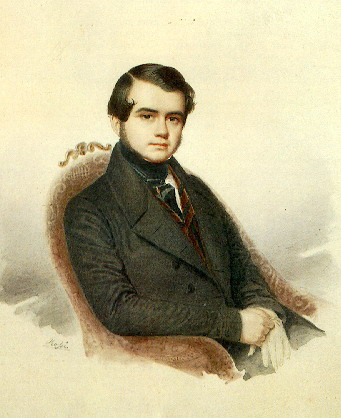
Vladimir Sollogub.

Vladimir Aleksandrovitj Sollogub (ryska: Владимир Александрович Соллогуб), född 20 augusti (gamla stilen: 8 augusti) 1814 i Sankt Petersburg, död 17 juni (gamla stilen: 5 juni) 1882 i Hamburg, var en rysk greve och författare av en polsk-litauisk adelssläkt. 
Sollogub studerade vid Dorpats kejserliga universitet, inträdde först i diplomatisk tjänst och blev 1870 ordförande i fångvårdskommittén. Som författare debuterade han 1837 i "Sovremennik" med ett par berättelser, som rönte stor framgång, med skildringar ur det ryska samhällslivet, särskilt konstnärslivet. Hans mest bekanta verk är den romantiserade samhällsskildringen Tarantas (1845), i vilken två olika typer av ryska jordägare sammanställs i ironisk belysning. År 1816 utgav han prosasamlingen Vtjera i segodnja (I går och i dag), övergick 1850 till dramatiskt författarskap med den lyckade vaudevillen Bjeda ot njezjnago serdtsa och vann 1856 en viss ryktbarhet med den satiriska komedin Tjinovnik. Efter hans död publicerades romanen Tjerez kraj (I övermått) och hans Vospominanija (Litterära memoarer). Hans skönlitterära verk utgavs 1855–56 i fem delar.